# Музей утраченного быта
Музей утраченного быта (также Музей бытового дизайна) — дом-музей, расположенный на берегу озера Боровно в деревне Горы Новгородской области. Основан бывшим механизатором Сергеем Борисовичем Ивановым, который начал коллекционирование в 1981 году.

## Коллекция
В музейной экспозиции представлено более 1000 экспонатов — ручные и ножные швейные машины прошлого века, советские утюги, значки с Лениным, а также собрания марок, календарей, минералов, коробок из-под конфет, чая, спичек, сигарет и пуговиц.